# Inácio da Costa

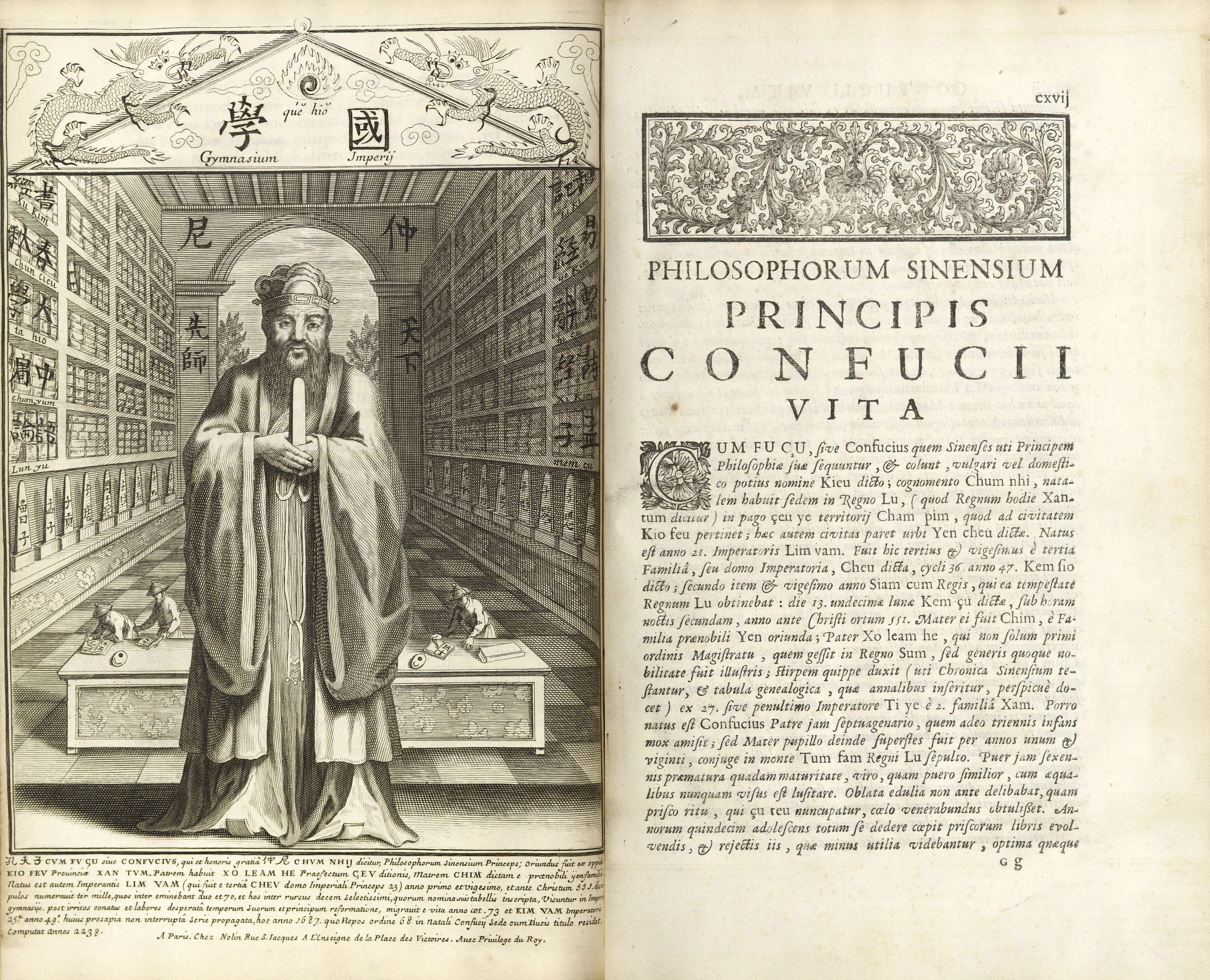
Edició de 1687 del "Confucius Sinarum"

Inácio da Costa (Illa de Faial 1603 - Guangzhou 1666) jesuïta portuguès, missioner a la Xina a principis de la dinastia Qing, durant el regnat de l'emperador Kangxi.

## Biografia
Inácio da Costa va néixer a l'illa de Faial (Açores) el 1603. Després del noviciat i dels estudis bàsics a la Companyia de Jesús, va ensenyar retòrica durant dos anys.
El 3 d'abril de 1629 va sortir de Portugal destí a la Xina, on va arribar-hi el 1632.
Va estudiar xinès durant dos anys a Fuzhou i després va tenir diverses destinacions, com Fujian (1634), Shanxi (1638) i a Shaanxi (1640).
El 1643 va ser empresonat amb José Estevao Almeida, per Li Zicheng. Entre 1959 i 1960 va tornar a Fuzhou per ensenyar els Quatre LLibres i Cinc Clàssics als joves jesuïtes que arribaven a la Xina.
Durant la repressió del 1665 va ser arrestat amb António de Gouveia i enviat a Pequín.
Va morir a Canton l'11 de maig de 1666.

### Activitat evangelitzadora
El 1637 va col·laborar amb Michel Trigault, nebot de Nicolas Trigault a Jiangzhou (província de Shanxi) on van construir varies esglésies i van batejar a més de 500 persones. A Xi'an, Costa va substituir a Étienne Fabre amb qui va col·laborar en fer més de 1000 catecúmens.
Entre 1658 i 1661 va ser vice-provincial de la Companyia.

### Traductor
Després de la traducció inèdita de Matteo Ricci, Costa va iniciar els treballs de traducció del xinès al llatí, dels Analectes de Confuci - Lun Yu (论语): "Confucius Sinarum Philosophus, sive scientia sinensis latine exposita", amb la participació de diversos jesuïtes que havien estat alumnes seus en l'aprenentatge del xinès. En tot el procés hi van col·laborar el portuguès Andrea Ferrão, els flamencs Philippe Couplet i François de Rougemont, l'italià Prospero Intorcetta i l'austríac Christian Herdtrich.